# بامنتال
بامنتال (به آلمانی: Bammental) یک شهر در آلمان است که در راین-نکار-کرایس واقع شده‌است. بامنتال ۶٬۵۱۲ نفر جمعیت دارد.

## خواهرخوانده
شهرهای Vertus و Demitz-Thumitz خواهرخوانده‌های بامنتال هستند.